# Wiktor Diemjanienko
Wiktor Leonidowicz Diemjanienko (ros. Виктор Леонидович Демьяненко, ur. 26 sierpnia 1958 w Ałmaty) – radziecki bokser, wicemistrz olimpijski z 1980 i mistrz Europy z 1979.
Jest Kazachem. Zdobył złoty medal w kategorii piórkowej (do 57 kg) na mistrzostwach Europy juniorów w 1976 w Izmirze. Zwyciężył w wadze lekkiej (do 60 kg) na mistrzostwach Europy w 1979 w Kolonii, gdzie w ćwierćfinale pokonał Adama Piwowarskiego, w półfinale Richarda Nowakowskiego z NRD, a w finale zwyciężył René Wellera z RFN.
Zdobył srebrny medal w wadze lekkiej na igrzyskach olimpijskich w 1980 w Moskwie. Wygrał cztery walki (w tym półfinałową z Richardem Nowakowskim), a w finale pokonał go przed czasem Kubańczyk Ángel Herrera. Na mistrzostwach Europy w 1983 w Warnie zdobył brązowy medal w wadze lekkiej. Wygrał dwa pojedynki, lecz w półfinale pokonał go Emił Czuprenski z Bułgarii. Zakończył karierę bokserską w 1984.
Wiktor Diemjanienko był mistrzem ZSRR w wadze lekkiej w 1979, 1980 i 1983, wicemistrzem w wadze piórkowej w 1978 oraz brązowym medalistą w wadze lekkiej w 1984.
Później był trenerem bokserskim i działaczem bokserskim. W latach 1994–2007 był wiceprezesem Kazachskiej Federacji Bokserskiej, a od 2007 do 2015 jej prezesem. Obecnie (2017) jest znowu jej wiceprezesem.
W 1989 otrzymał tytuł Zasłużonego Mistrza Sportu ZSRR.